# Hulgoal, Sedam
Hulgoal là một làng thuộc tehsil Sedam, huyện Gulbarga, bang Karnataka, Ấn Độ.